# Partit de la Societat (Noruega)
El Partit de la Societat (noruec Samfunnspartiet) és un partit polític de Noruega d'inspiració anarquista fundat per Øystein Meier Johannesen el 1985. Amb base al nord del país, dona suport a la causa palestina en el conflicte àrab-israelià, i afirma que si Noruega ingressa a la Unió Europea promourà la secessió del nord de Noruega. A les eleccions legislatives noruegues de 2005 només va treure 43 vots.
El partit ha estat involucrat en diverses controvèrsies. El 2005, Meier Johannesen col·loca una furgoneta en què proclamava en àrab: "Déu és gran! Jihad contínua fins que els jueus estiguin fora de Palestina. Pols ets i a la pols tornaràs", fora de les instal·lacions de l'empresa de radiodifusió nacional NRK, cosa per la qual va ser condemnat a 30 dies de presó. El partit també ha inclòs en les llistes gent famosa, entre elles el comediant Otto Jespersen i el bisbe Øystein I. Larsen per a les eleccions locals i nacionals en contra de la seva voluntat.